# Roman Götzmann
Roman Götzmann (* 1982 in Heidelberg) ist ein deutscher Politiker (SPD). Von 2015 bis 2023 war er Oberbürgermeister von Waldkirch.

## Leben
Götzmann studierte Politikwissenschaft, Öffentliches Recht und Wirtschafts- und Sozialgeschichte an der Universität Mannheim. Ab 2006 war er Landesvorsitzender der Jusos Baden-Württemberg, bis er 2009 in den Gemeinderat von Waghäusel einzog. Diesem gehörte er bis 2011 an. Nach einer Tätigkeit in der Stadtverwaltung von Bruchsal wurde er 2011 Büroleiter des baden-württembergischen Europaministers Peter Friedrich. Seit 2011 ist er außerdem Beisitzer im Landesvorstand der SPD Baden-Württemberg.
Im Januar 2015 gab Götzmann seine Kandidatur als Oberbürgermeister von Waldkirch bekannt. Bei der Wahl am 15. März 2015 erreichte er 72,44 Prozent der abgegebenen Stimmen. Mit seiner Amtseinführung am 10. Juni 2015 wurde er Nachfolger des bisherigen Oberbürgermeisters Richard Leibinger, der ebenfalls der SPD angehört und nicht mehr zur Wahl angetreten war. 
Bei der Bürgermeisterwahl am 12. März 2023 unterlag Götzmann mit 43,1 Prozent der Stimmen dem parteilosen Kandidaten Michael Schmieder, der 56,6 Prozent der Stimmen erhielt. Götzmann amtierte noch bis zum 12. Juni 2023.